# Skøjteløb på Ækvator
|  | Denne artikel er oprettet af botten Steenthbot ud fra en ekstern database. Den kan derfor have sproglige fejl eller mangler. Denne skabelon kan fjernes efter kontrol af indholdet. |

Skøjteløb på Ækvator er en dansk dokumentarfilm fra 2016 instrueret af Line Sylvest Foldbjerg Laustsen og Signe Bjerregaard Ried.

## Handling
I Uganda er der lige omkring 30 grader hele året rundt. Det har ikke afholdt Ddungu Moses fra at starte en isskøjteklub. Ambitionerne har fra starten været tårnhøje siden starten i 2013. Moses og hans hold har nemlig et helt specifikt mål. De går benhårdt efter at klare kvalifikationen til De Vinterolympiske lege i Sydkorea i 2018. Hvis holdet kvalificerer sig, vil det være første gang nogensinde, at Uganda er repræsenteret ved et Vinter OL.
Problemet med at have en isskøjteklub i Uganda er, at der ikke findes is, og ingen af atleterne har nogensinde set is. Man kunne tro at det satte en stopper for træningen, men Ddungu Moses er en kreativ træner, så i stedet for at træne på skøjter og is, træner de på rulleskøjter på en parkeringsplads I Kampala. Filmen er et portræt af en usædvanlig sportsklub i usædvanlige omgivelser.
Det er en historie om at handle på trods af alle odds, og på alle måder forsøge at gøre op med en fremtid. Både på vegne af sig selv, en sport og et land. For hvem siger at vejen til Vinter OL nødvendigvis skal være belagt med is?